# Pskowitjanka
Pskowitjanka (russisch: Псковитянка; deutsche Titel: Das Mädchen von Pskow oder Die Pskowerin) ist eine Oper in drei Akten von Nikolai Rimski-Korsakow mit einem Libretto des Komponisten, das auf der gleichnamigen Tragödie von Lew Alexandrowitsch Mei basiert. Die erste Fassung der Oper wurde am 13. Januar 1873 im Mariinski-Theater in Sankt Petersburg uraufgeführt.

## Handlung
Der Inhalt von Meis Schauspiel und Rimski-Korsakows Oper behandelt die Frage, warum Zar Iwan der Schreckliche auf seinem Feldzug von 1570 zwar die Stadt Nowgorod verwüstete, aber die Schwesterstadt Pskow verschonte. Die hier vorgestellte fiktive Erklärung ist eine in Pskow lebende uneheliche Tochter (Olga) aus einer früheren Liebesbeziehung des Zaren. Diese gerät in einen Konflikt zwischen ihrer für sie selbst unverständlichen Zuneigung zum Zaren und ihrer Liebe zum Rebellenführer Tutscha, der sie letztlich das Leben kostet. Damit steht sie stellvertretend für die Stadt Pskow, deren Einwohner sich zwischen Rebellion und Unterwerfung entscheiden müssen.

### Erster Akt
Erstes Bild: Garten des Fürsten Tokmakow, in der Ferne der Kreml und die Stadt Pskow; Abenddämmerung
Während ihre Freundinnen unter der Aufsicht der Ammen Wlasjewna und Perfiljewna Fangen spielen und Beeren pflücken, denkt die junge Fürstin Olga Tokmakowa an ihren Geliebten Michail Tutscha, einen jungen verwaisten Bürger Pskows. Perfiljewna hat Gerüchte gehört, dass Olga nicht wirklich die Tochter des Stadtvogts Juri Tokmakow ist. Olgas Amme Wlasjewna will dieses Thema vermeiden. Sie berichtet stattdessen von einer neuen Schreckenskampagne des Zaren Iwan gegen die Einwohner der Stadt Nowgorod. Die Mädchen beenden ihr Spiel und bitten Wlasjewna, ihnen das Märchen von der Zarewna Lada zu erzählen („Natschinajetsja skaska“). Nebenbei erfährt Olga von ihrer Freundin Stjoscha, das Tutscha ihr am Abend im Garten ihr etwas mitteilen will. Noch während der Erzählung versucht Tutscha, Olga mit einem Pfiff auf sich aufmerksam zu machen. Die Ammen bringen die Mädchen sicherheitshalber ins Turmzimmer.
Als alle fort sind, singt Tutscha hinter dem Zaun ein Lied über einen Kuckuck („Raskukschissja ty, kukuschetschka“). In einen Schleier gehüllt, eilt Olga zu ihm. Er teilt ihr mit, dass er derzeit keine Hoffnung auf eine gemeinsame Zukunft mit ihr habe, da sie nach dem Willen ihres Vaters den alten Bojaren Nikita Matuta heiraten soll (Duett „Knjaschna, ty ne trewoschsja i ne pugaissja“). Deshalb habe er beschlossen, nach Sibirien zu reisen, um durch den Handel mit Pelzen und Silber Reichtum zu erlangen und anschließend bei ihrem Vater um ihre Hand anzuhalten. Olga ist erschüttert. Sie will ihren Vater anflehen, die Hochzeitspläne aufzugeben, ihrem Wunsch mit der Drohung, in ein Kloster einzutreten, Nachdruck verleihen, und ihm von ihrer Liebe zu Tutscha erzählen. Zögernd verspricht Tutscha ihr, zu bleiben.
Als Olgas Vater Tokmakow und ihr Verlobter Matuta aus dem Turm kommen, zieht sich Tutscha schnell hinter den Zaun zurück. Olga dagegen versteckt sich in den Büschen, um die Unterhaltung der beiden zu belauschen. Die beiden befürchten, dass Iwan seinen Feldzug auch nach Pskow ausdehnen könnte. Tokmakow bittet Matuta, für Olgas Schutz zu sorgen. Er offenbart ihm, dass sie nicht seine echte Tochter ist, sondern die Tochter seiner Schwägerin Wera Scheloga und eines unbekannten Mannes. Glocken rufen die Stadtbewohner zur Versammlung. Tokmakow und Matuta machen sich auf den Weg. Auf Olga wirken die Glocken wie Totengeläut für ihr Glück.
Zweites Bild: Marktplatz, Platz der Wetsche, von Leuchtfeuern erhellt, Glocken läuten vom Turm der Dreifaltigkeitskirche; Nacht

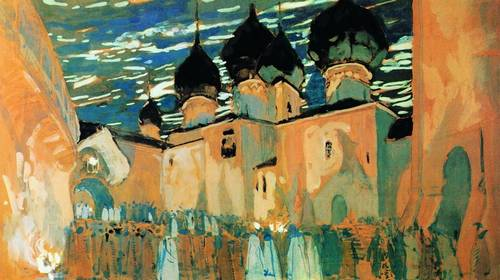
Alexander Golowin: Skizze der Wetsche-Szene, 1901

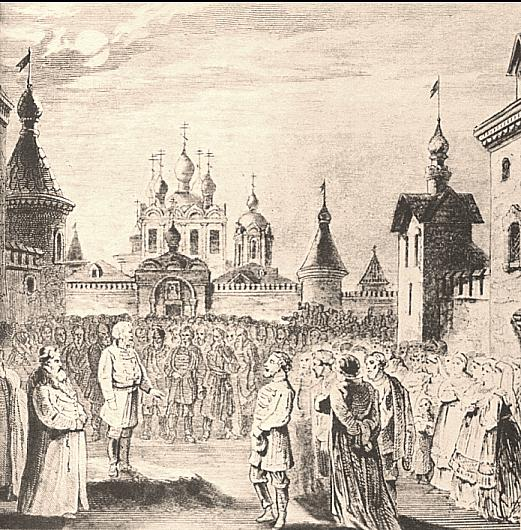
Skizze der Wetsche-Szene

Nachdem sich die Einwohner der Stadt zur Wetsche eingefunden haben, berichtet der Bote Juschko Welebin von der brutalen Unterwerfung Nowgorods durch den Zaren und warnt, dass Iwan jetzt auf dem Weg nach Pskow sei. Tokmakow versucht, die besorgte Bevölkerung zu beruhigen. Er schlägt vor, dem Zaren in Frieden und Gastfreundschaft entgegenzukommen. Die Bojaren sehen das ebenso. Tutscha und einige andere wollen sich allerdings nicht vor dem Herrscher beugen („Powolte, muschi pskowitschi i ljudi wolnyje“). Matuta bittet Tokmakow besorgt, die Strelitzen zu Hilfe zu rufen, um die Ordnung wiederherzustellen. Tokmakow lehnt das ärgerlich ab. Diese Zurückweisung empfindet Matuta als Demütigung. Unter dem Geläut der Glocken verlassen die Aufrührer die Stadt. Sie suchen im Wald Zuflucht.

### Zweiter Akt
Erstes Bild: Der große Platz, im Vordergrund Tokmakows Palast
Die Bevölkerung wartet ängstlich auf die Ankunft des Zaren („Grosen zar idjot wo weliki Pskow“). Tische mit Brot und Salz stehen für seinen Empfang bereit.
Olga teilt ihrer Amme mit, dass sie über ihre wahre Herkunft Bescheid weiß. Sie klagt darüber, eine Weise zu sein, empfindet aber gleichzeitig ein merkwürdiges Gefühl der Zuneigung für den Zaren, dessen Kommen sie ungeduldig entgegensieht („Ach, mama, mama, Net mne krasnogo wesselja“).
Unter Glockengeläut und aufgeregten Rufen des Volks („Udarili w Sassenji!“) trifft der Zar auf dem Platz ein. Die Anwesenden fallen vor ihm auf die Knie und flehen um Gnade.
Zweites Bild: Zimmer in Tokmakows Haus
An der Schwelle des Palasts fragt Iwan den Fürsten, ob er eintreten dürfe. Die Antwort auf diese Frage entscheidet das Schicksal der Stadt. Tokmakow antwortet mit einer tiefen Verbeugung. Zusammen mit Matuta und dem Fürsten Wjasemski führt er den Zaren an seinen Platz. Iwan wünscht, von Tokmakows Tochter Olga bedient zu werden. Diese, ihre Freundin Stjoscha und weitere Mädchen tragen Essen und Getränke auf. Als Olga ihren Kopf hebt, erkennt der Zar in ihren Zügen diejenigen seiner einstigen Geliebten Wera Scheloga. Er benötigt einen Moment, seine Verwirrung zu überwinden. Dann schenkt er Olga einen Ring und küsst sie. Die Mädchen tragen ein Lied zu seinem Lobpreis vor („Is pod cholmika, Pod selenogo“). Nachdem Iwan durch Tokmakow von Olgas Herkunft erfahren hat, befiehlt er, die Feindseligkeiten gegen Pskow einzustellen.

### Dritter Akt
Erstes Bild: Weg zum Kloster Petschorski, ringsum dichter Wald
Ein musikalisches Intermezzo schildert den Wald, die Jagd des Zaren und einen Sturm. Olgas Freundinnen singen ein Lied über die Natur („Ach ty dubrawa dubrawuschka“). Olga selbst hat sich von den anderen zurückgezogen, um sich mit Tutscha zu treffen („Odna… w lessu… O, kak straschno-to!“). Die beiden begrüßen sich liebevoll („Olga! – Mily moi! Ja sdes, sdes, moi drug!“). Olga bittet Tutscha um Verständnis für den Zaren, der doch Pskow verschont habe. Tutscha lehnt eine Unterwerfung jedoch weiterhin ab. Er bittet Olga, mit ihm die Heimat zu verlassen. Olga ist einverstanden.
Plötzlich erscheint Matuta mit seinen Leuten. Es kommt zu einem Handgemenge, bei dem Tutscha verletzt wird. Auf Matutas Befehl führen seine Leute Olga ab. Tutscha bleibt bewusstlos zurück. Matuta will sich so für seine Demütigung durch Tokmakow rächen.
Zweites Bild: Das Zelt des Zaren, die hintere Wand geöffnet mit Blick auf eine Waldgegend und das steile Flussufer; Nacht, Mondschein
Nach der Begegnung mit seiner Tochter grübelt Iwan über seine vergangene Jugend und sein politisches Ziel der Vereinigung Russlands nach („Obelil ja Pskow“). Wjasemski unterbricht seine Gedanken. Er hat Olgas Entführer Matuta festgenommen. Wütend will der Zar dessen Hinrichtung befehlen, doch Matuta erklärt, dass er Olga bei dem Aufrührer Tutscha angetroffen habe. Iwan lässt Olga sofort zu sich bringen. Er hatte gehofft, sie mit sich nach Moskau zu führen und Tutscha gefangen zu nehmen.
Olga kann den Zaren besänftigen („Zar-gossudar! Ne otkaschi w pomogi bespomoschtschnoi“). Sie sagt, sie habe von Kindheit an für ihn gebetet und ihn immer wie ihren eigenen Vater geliebt. Iwan ist bereit, ihr seine Vaterschaft zu bekennen („Skaschi mne lutschsche bes utaiki“). Da erklingen in der Nähe die Freiheitsrufe der Aufrührer. Tutscha und seine Leute sind gekommen, um Olga zu befreien. Der Zar befiehlt wütend, die Angreifer zu töten und den Anführer lebend festzunehmen. Olga läuft hinaus, da sie die Stimme ihres Geliebten erkannt hat. Beim folgenden Schusswechsel werden alle Aufrührer getötet. Auch Olga wird von einer verirrten Kugel getroffen. Man bringt sie ins Zelt. Verzweifelt ruft Iwan nach seinem Arzt Bomeli. Doch Olga ist bereits tot. Der Zar wirft sich verzweifelt über die Leiche seiner Tochter.
Das Volk verkündet die Unterwerfung der Stadt Pskow und betet für Olga, die ihr Leben für den Frieden gegeben hat („Sowerschilassja wolja Boschija“).

## Gestaltung
Die Oper enthält eine Anzahl von Volksliedzitaten und volkstümlichen Elemente, für die die Werke Michail Glinkas Pate standen. Die Erstfassung orientiert sich eng an der Ästhetik der Gruppe der Fünf und an Dargomyschskis Oper Der steinerne Gast. Anstelle traditioneller Arien gibt es hier sorgsam entwickelte Rezitative.
Pskowitjanka besitzt einige Parallelen mit der zeitgleich entstandenen Oper Boris Godunow von Modest Mussorgski, der damals mit Rimski-Korsakow zusammenlebte. Beide Werke behandeln ein historisches Thema. In beiden Fällen entwickelt sich die Deklamation über einer Anzahl von Leitmotiven. Auch Volksmusikzitate und Glockenklänge gibt es in beiden Opern. Die Chorbehandlung beider Werke unterscheidet sich allerdings. Bei Rimski-Korsakow ist der Chorsatz weniger von Rede-Nachahmungen geprägt, sondern differenzierter bis zur Achtstimmigkeit ausgearbeitet. Hier finden sich auch Chor-Rezitative, Rondos und sinfonische Formen.:11
In der deutlich umfangreicheren Zweitfassung löste sich Rimski-Korsakow von der Ästhetik seiner Jugend. Die Rezitative sind hier organischer miteinander verbunden, die Harmonik wirkt glatter, und der Komponist legte größeren Wert auf eine kontrapunktische Ausarbeitung. In der Drittfassung, die auf die meisten Ergänzungen der Zweitfassung verzichtet, orientierte er sich nach eigener Angabe an der Instrumentation Glinkas und Richard Wagners.
Die Melodien dreier Stücke des ersten Akts entnahm Rimski-Korsakow als Zitat der Volksmusiksammlung Mili Balakirews: Das „Kuckuckslied“ Tutschas und das Liebesduett Olga/Tutscha (nach „Ush ty, polje mojo“ – „Ach du, mein Feld“) im ersten Bild sowie das Lied der Wolniza im zweiten Bild.:16 Auf einem Stück von Rimski-Korsakows eigener Sammlung („Wo polje tuman“ – „Über dem Feld liegt Nebel“) basiert der Klagegesang der Pskower Bürger im ersten Bild des zweiten Akts. Dieser Chor („Grosen zar idjot“) ist dem orthodoxen Grabgesang „Pomni, Gospodi, duschoi raba Twojewo“ („Gedenke, Herr, der Seele Deines Knechtes“) nachgebildet.:12 Wie Volkslieder wirken auch die Mädchenchöre im ersten und dritten Akt.:17
Auffällig sind die häufigen Glockenklänge. Zu Beginn des zweiten Bildes des ersten Akts handelt es sich um ein „Nabat“, das historische russische Sturmgeläut. Rimski-Korsakow erzeugt es mit Hilfe von atonalen Klängen, um den Eindruck von Angst und Schrecken zu erzeugen, dem die friedliche Grundhaltung der Oper nur mühsam entgegengesetzt werden kann. Beim Auszug der Aufständischen am Ende dieses Bildes verwandelt sich der Glockenklang, an dem auch der Chor mitwirkt, zum Signal des Aufbruchs. Im ersten Bild des zweiten Akts unterstützen die Glocken das Flehen der Bevölkerung um Gnade.:12
Das wichtigste Leitmotiv ist das sogenannte „Zarenthema“. Dabei handelt es sich um eine Art Choral, der erstmals in der Ouvertüre erklingt und im Verlauf der Oper ungefähr vierzig Mal auftaucht. Als Matuta Tokmakow nach dem echten Vater seiner Pflegetochter fragt, entgegnet der Fürst, dass dieser nicht bekannt sei. Im Orchester erklingt jedoch das Zarenthema und offenbart so die Wahrheit.:14
Rimski-Korsakow weist der Musik des Zaren einige prägnante Orchestermotive und Harmonien zu, um seinen Charakter darzustellen. Typisch hierfür sind eine verminderte Quarte (auch am Schluss des obigen Notenbeispiels) und der verminderte Septakkord sowie „hochschnellende Streicherläufe“ und Triller als Symbol für „unterdrückten Zorn“. Wenn die furchterregende Gestalt des Zaren im Gespräch anderer Personen auftaucht, wird dies meist von einer Ganztonleiter begleitet. Der Gesangsstil Tutschas erinnert seiner Bestimmung als Freiheitskämpfer entsprechend an Fanfarenmotive. Die Musik von Olgas umsichtigem Pflegevater Tokmakow wirkt durch modale Wendungen nach Art der altslawischen Kirchenmusik etwas archaisch. Vorbild hierfür war Iwan Sussanin in Glinkas Oper Ein Leben für den Zaren.:14f Den reinen Charakter Olgas stellen die vom Komponisten selbst so genannten „Olga-Akkorde“ dar.:41 Ihr ist auch das Orchesterzwischenspiel im zweiten Akt gewidmet.:14
Der Schlusschor ist durch das Gebet für Olga in die Opernhandlung eingebunden, aber zusätzlich auch als Chronistenkommentar zu verstehen.:15f

### Orchester
Die Orchesterbesetzung der Oper enthält die folgenden Instrumente:
- Holzbläser: drei Flöten (2. auch Altflöte, 3. auch Piccolo), zwei Oboen, Englischhorn, zwei Klarinetten, Bassklarinette, zwei Fagotte, Kontrafagott
- Blechbläser: vier Hörner, zwei Trompeten, Alttrompete, drei Posaunen, Tuba
- Pauken, Schlagzeug: große Trommel, Becken, Triangel, Tamtam
- Harfe
- Streicher
- Bühnenmusik hinter der Szene: zwei Kornette (III.1), Tamtam (I.2)[5]

### Musiknummern

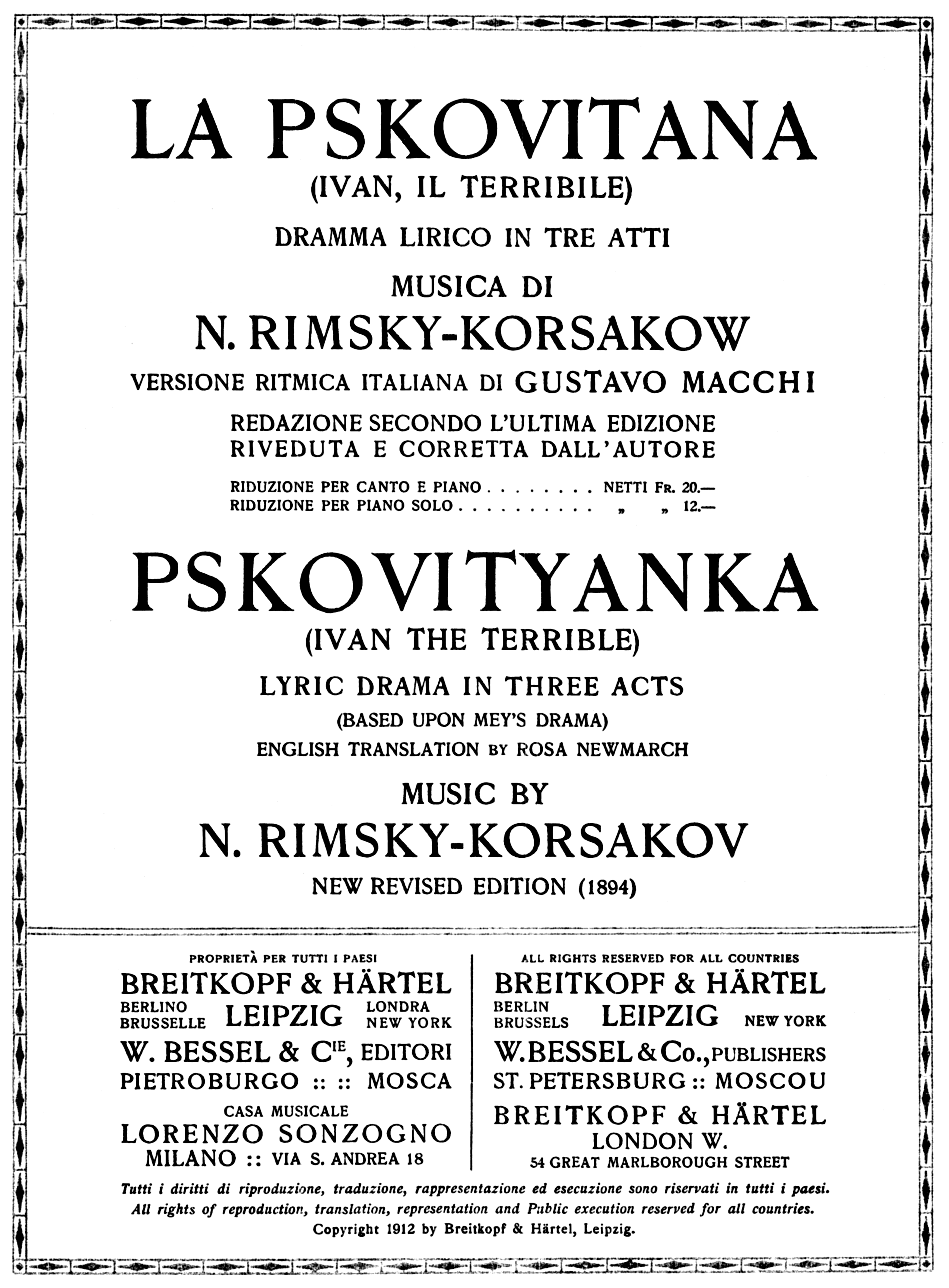
Titelblatt des Klavierauszugs, 1912

Der 1912 von Breitkopf & Härtel herausgegebene Klavierauszug enthält die folgenden Musiknummern (englische Fassung von Rosa Newmarch, russische Originaltitel anhand des Librettos mit sinngemäßer Übersetzung):
- Ouverture

Erster Akt, erstes Bild
- Das Märchen von der Zarewna Lada: „Начинается сказка“ („Natschinajetsja skaska“ – „Now, the story begins“ – ‚Es beginnt das Märchen‘)
- Michail Tutschas Lied: „Раскукшися ты, кукушечка“ („Raskukschissja ty, kukuschetschka“ – „Now repeat thy song, cuckoo“ – ‚Singe, du Kuckuck‘)
- Duett, Tutscha und Olga: „Княжна, ты не тревожься и не пугайся“ („Knjaschna, ty ne trewoschsja i ne pugaissja“ – „Princess, do not be startled“ – ‚Fürstentochter, sorge und fürchte dich nicht‘)
- Intermezzo

Erster Akt, zweites Bild
- Tutschas Lied (mit Chor): „Повольте, мужи псковичи и люди вольные“ („Powolte, muschi pskowitschi i ljudi wolnyje“ – „Men of Pskov, good townsfolk free“ – ‚Erlaubt, ihr Männer von Pskow und freie Leute‘)

Zweiter Akt, erstes Bild
- Chor, das Volk: „Грозен царь идёт во великий Псков“ („Grosen zar idjot wo weliki Pskow“ – „Now to mighty Pskov comes the ruthless Tsar“ – ‚Der furchtbare Zar marschiert nach dem großen Pskow‘)
- Arietta, Olga: „Ах, мама, мама, Нет мне красного веселья“ („Ach, mama, mama, Net mne krasnogo wesselja“ – „Ah, Nursie dear, for me life is not glad and merry“ – ‚Ah, Mütterchen, für mich gibt es keine schöne Freude‘)
- Chor zur Begrüßung des Zaren: „Ударили в Засеньи!“ („Udarili w Sassenji!“ – „They’re ringing from the belfry!“ – ‚Man läutet in Sassenje!‘)

Zweiter Akt, zweites Bild
- Zweites Intermezzo
- Chor zum Lobpreis des Zaren: „Из под холмика, Под зеленого“ („Is pod cholmika, Pod selenogo“ – „From beneath the hill, Thro’ the valley green“ – ‚Von unterm Hügelein, dem grünen‘)

Dritter Akt, erstes Bild
- Intermezzo Sinfonico: Der Wald, die Jagd des Zaren, der Sturm
- Chor der Mädchen: „Ах ты дубрава дубравушка“ („Ach ty dubrawa dubrawuschka“ – „Ah, ancient oak tree“ – ‚Ach du Eichenwald‘)
- Olgas Arie: „Одна… в лесу… О, как страшно-то!“ („Odna… w lessu… O, kak straschno-to!“ – „Alone in the woods… O, how dark it is!“ – ‚Allein… im Walde… O, wie ist mir bange!‘)
- Duett, Olga und Tutscha: „Ольга!“ – „Милый мой! Я здесь, здесь, мой друг!“ („Olga! – Mily moi! Ja sdes, sdes, moi drug!“ – „Olga! – I’m here. Here, my friend!“ – ‚Olga! – Mein Liebster! Ich bin hier, hier, mein Freund!‘)

Dritter Akt, zweites Bild
- Arie, Zar Iwan (Ergänzung der Originalpartitur, gewidmet Fjodor Schaljapin): „Обелил я Псков“ („Obelil ja Pskow“ – „Well, I have pardon’d Pskov“ – ‚Ich habe Pskow verziehen‘)
- Arie, Zar Iwan (ursprüngliche Fassung)
- Arioso, Olga: „Царь-государь! Не откажи в помоги беспомощной“ („Zar-gossudar! Ne otkaschi w pomogi bespomoschtschnoi“ – „Tsar, Gossoudar! Do not refuse to aid a helpless orphan!“ – ‚Zar und Herrscher! Verweigere einer Hilflosen deine Hilfe nicht!‘)
- Arioso, Zar Iwan: „Скажи мне лучше без утайки“ („Skaschi mne lutschsche bes utaiki“ – „Speek frankly child, have no fear“ – ‚Erzähle mir lieber, ohne zu verheimlichen‘)
- Schlusschor: „Совершилася воля Божия“ („Sowerschilassja wolja Boschija“ – „All is over now, mighty Pskov has fallen“ – ‚Der Wille Gottes hat sich erfüllt‘)

## Werkgeschichte
Pskowitjanka ist Rimski-Korsakows erste Oper und zugleich die erste nationale Oper aus dem Kreis der Gruppe der Fünf bzw. des „Mächtigen Häufleins“. Sie basiert auf der gleichnamigen Tragödie von Lew Alexandrowitsch Mei, auf die er 1867 von seinen Freunden Mili Balakirew und Modest Mussorgski aufmerksam gemacht worden war. Die ersten Skizzen seiner Oper schuf Rimski-Korsakow 1868. Am 8. Januar 1872 vollendete er die Partitur. Er widmete das Werk seinem „lieben musikalischen Freundeskreis“.:42 Ab dem Herbst 1871 lebte Rimski-Korsakow mit Mussorgski in einer gemeinsamen Wohnung,:7 und Pskowitjanka entstand gleichzeitig mit dessen Boris Godunow.:403 Die beiden Werke haben allerdings unterschiedliche Schwerpunkte. Während es sich bei Boris Godunow um ein Volksdrama handelt, ist die Pskowitjanka eine Individualtragödie,:6 obwohl auch hier das Volk eine wesentliche Rolle spielt.:38 Mussorgski steuerte selbst die Texte zu zwei Volkschören der Pskowitjanka bei.:35
1872 legte Rimski-Korsakow seine Oper der Zensur vor. In der Chronik meines musikalischen Lebens von 1968 schrieb er, dass „jede kleinste Anspielung auf eine republikanische Regierungsform im alten Pskow aus dem Libretto verschwinden“:146 musste. Die „Wetsche“ (Volksversammlung) im zweiten Bild musste nun als ein einfacher Aufstand dargestellt werden. Für die Anordnung Nikolaus’ I., dass kein Herrscher des Hauses Romanow auf der Opernbühne dargestellt werden durfte, erhielt Rimski-Korsakow aufgrund einer persönlichen Fürsprache des Großfürsten Konstantin Nikolajewitsch eine Ausnahmegenehmigung.:7 Dadurch wurde die Leitung des Sankt Petersburger Mariinski-Theaters auf das Werk aufmerksam und nahm das Werk in den Spielplan auf.:401
Die Uraufführung fand am 13. Januar 1873 unter der Leitung von Eduard Nápravník im Mariinski-Theater statt. Die Hauptrollen sangen Ossip Petrow (Iwan), Julija Platonowa (Olga), Iwan Melnikow (Tokmakow) und Dmitri Orlow (Tutscha). Die Produktion war ein großer Erfolg mit vierzehn ausverkauften Vorstellungen in einem Jahr.
Da er mit der Qualität seines Frühwerks unzufrieden war, begann Rimski-Korsakow 1877 mit einer ersten Überarbeitung seiner Oper, die er 1878 fertigstellte. Er ergänzte mehrere neue Szenen, darunter eine Begegnung des Zaren mit einem von einer Szene aus Mussorgskis Boris Godunow inspirierten Gottesnarren und auf Anregung Balakirews einen Pilgerchor fahrender blinder Sänger am Anfang des dritten Akts.:401 Nach eigener Aussage wurde er dabei von den Opern Michail Glinkas beeinflusst, die er zur gleichen Zeit neu herausgab. Bei dieser Gelegenheit vertonte er auch den ersten Akt von Meis Drama mit der Vorgeschichte der Oper in Form einer eigenständigen Szene, aus der später der Operneinakter Bojarynja Wera Scheloga entstand. Dieser wird häufig als Prolog der dritten Fassung gespielt. Eine Aufführung der Zweitfassung der Pskowitjanka am Petersburger Theater wurde von dessen Leitung abgelehnt. Da Rimski-Korsakow inzwischen selbst diese Fassung für zu „langatmig, trocken und schwerfällig“ hielt, war das keine große Enttäuschung für ihn.:201 Er verwertete einige Musik daraus für eine Schauspielmusik zu Meis Originaldrama, die 1882 aufgeführt wurde. Den Pilgerchor nutzte er 1877/1878 für die weltliche Kantate Die Legende von Alexios, dem Gottesmann, op. 20.:9
Die dritte Fassung seiner Oper erstellte er 1891/1892 als Abschluss einer Komplettrevision nahezu aller seiner Werke. Er verwarf die Ergänzungen der Zweitfassung und überarbeitete im Wesentlichen die Erstfassung kompositionstechnisch und stilistisch. Diese Fassung wurde am 18. April 1895 im Sankt Petersburger Panajewski-Theater vom Ensemble der Gesellschaft der Musikfreunde erstmals aufgeführt. 1896 wurde sie vom Ensemble der Privatoper von Sawwa Mamontow mit Fjodor Schaljapin als Zar Iwan im Solodownikow-Theater in Moskau gespielt. Schaljapin hatte in dieser Rolle großen Erfolg und sang sie auch in den meisten folgenden Produktionen innerhalb und außerhalb Russlands. Davon profitierten sowohl sein eigener Ruhm als auch der Bekanntheitsgrad der Oper.:404
1898 komponierte Rimski-Korsakow für Schaljapin eine neue Arie für den Anfang des zweiten Bildes des dritten Akts. Schaljapin war damit jedoch nicht zufrieden, sondern sang sie nur ein einziges Mal während einer Probe.
Weitere Aufführungen gab es vor allem in Russland, aber auch in anderen Ländern:
- 1901: Bolschoi-Theater Moskau, mit Bojarynja Wera Scheloga als Prolog. Dirigent: Ippolit Altani; Iwan: Fjodor Schaljapin. Dort hielt sich das Werk von 1922 bis 1936 im Repertoire.
- 1903: Mariinski-Theater Sankt Petersburg, mit Prolog. Iwan: Fjodor Schaljapin
- 1909: Théâtre du Châtelet Paris, Gastspiel des Mariinski-Theaters unter dem Titel Iwan le terrible. Dirigent: Nikolai Tscherepnin, Regie: Alexandr Sanin, Bühne: Alexander Golowin und Nikolai Rjorich; Iwan: Fjodor Schaljapin, Olga: Lidija Lipkowskaja, Tutscha: Wassili Damajew
- 1912: Mailand; italienische Fassung von Michail Aschkinasi und Gustavo Macchi. Dirigent: Tullio Serafin; Iwan: Fjodor Schaljapin, Tutscha: Bernardo De Muro.
- 1913: London als Ivan the Terrible. Ballets Russes von Sergei Djagilew.[5]:404
- 1918: Manchester; englische Fassung von Rosa Newmarch
- 1919: Petrograd[5]:404
- 1924: Krefeld; deutsche Fassung von Heinrich Möller
- 1925: Frankfurt am Main. Regie: Lothar Wallerstein, Bühne: Ludwig Sievert
- 1951: Kirow-Theater Leningrad
- 1972: Barcelona
- 1955: Birmingham
- 1959: Palermo
- 1969: Genua und Rom. Iwan: Boris Christoff
- 1971: Bolschoi-Theater Moskau; Neuinszenierung. Dirigent: Juri Simonow, Regie: Iossif Tumanow, Bühne: Wadim Ryndin
- 1972: Belgrad
- 1978: konzertante Aufführung mit Prolog in der Radiotelevisione Italiana Turin

## Aufnahmen
- 1913 – Kuckuckslied Tutschas (Erster Akt, 1. Bild).
 Wassili Damajew (Tutscha).
 In: Russian Singers of the Past. Nikolai Rimsky-Korsakov performed by his contemporaries. Vol. 1. Russian Disc 1996. RD CD 15 032.[3]:20
- 1947 – Semjon Sacharow (Dirigent), Orchester und Chor des Bolschoi-Theaters Moskau.
 Alexander Pirogow (Iwan), Alexander Peregudow (Tokmakow und Nikita Matuta), Michail Solowjew (Afanassi Wjasemski), Georgi Nelepp (Tutscha), Jelena Schumilowa (Olga), Natalja Sokolowa (Stjoscha).
 Studioaufnahme; mit Prolog Bojarynja Wera Scheloga.
 harmonia mundi LP: LDX 78021 (3 LPs), Melodia 019333 (3 LPs).[7][8]:15201
- 12. Dezember 1954 – Nino Sanzogno (Dirigent), Orchester und Chor der RAI di Milano.
 Boris Christoff (Iwan), Marcella Pobbe (Olga).
 Live, konzertant aus Mailand; italienische Fassung.[8]:15202
- 13. Januar 1968 – Samo Hubard (Dirigent), Orchester und Chor des Teatro Giuseppe Verdi Triest.
 Boris Christoff (Iwan), Lorenzo Gaetani (Tokmakow), Giuseppe Botta (Nikita Matuta), Enzo Viaro (Afanassi Wjasemski), Vito Susca (Bomeli und Welebin), Radmila Bakocevic (Tutscha), Daniela Mazzuccato-Meneghini (Stjoscha), Lajos Kozma (Wlasjewna), Bruna Ronchina (Perfiljewna).
 Live aus Triest; italienische Fassung Ivan il terrible.
 Gala GL 100.739 (2 CD).[8]:15203
- 18. März 1969 – Thomas Schippers (Dirigent), Orchester und Chor des Teatro dell’Opera di Roma.
 Boris Christoff (Iwan), Lorenzo Gaetani (Tokmakow), Aldo Bertocci (Nikita Matuta), Ruggero Bondino (Tutscha), Nicoletta Panni (Olga).
 Live aus Rom; italienische Fassung.
 Great Opera Pes CD: GOP 720 (2 CDs), House of Opera CD 477 (2 CDs), Opera d’Oro 1254 (2 CDs).[8]:15204
- Februar/Juli 1994 – Valery Gergiev (Dirigent), Orchester und Chor des Mariinski-Theater Sankt Petersburg.
 Vladimir Ognovenko (Iwan), Gennady Bezzubenkov (Tokmakow), Nicolai Gassiev (Nikita Matuta), Yevgenij Fedotov (Afanassi Wjasemski), Yuri Laptev (Bomeli), Vladimir Galouzine (Tutscha), Georgi Zastavny (Welebin), Galina Gorchakova (Olga), Olga Korzhenskaya (Stjoscha), Ludmila Filatowa (Wlasjewna), Eugenia Perlassova (Perfiljewna).
 Studioaufnahme; Fassung von 1895.
 Philips CD: 446 678-2 (2 CDs).[8]:15205
- 1998 – Jewgeni Swetlanow (Dirigent), Orchester und Chor des Bolschoi-Theaters Moskau.
 Viacheslav Pochapski (Iwan), Juri Grigorjew (Tokmakow), Oleg Biktimirow (Nikita Matuta), Pawel Kudrjawtschenko (Tutscha), Maria Gawrilowa (Olga).
 Video.
 HO DVDCC 843 (DVD).[9]